# Stuck with U
«Stuck with U» (укр. Застряг із тобою) — пісня американської співачки Аріани Ґранде та канадського співака Джастіна Бібера. Випущена як благодійний сингл 8 травня 2020 року. Пісня стала третьою співпрацею двох співаків, після реміксу синглу Бібера 2015 року «What Do You Mean?» і синглу Lil Dicky «Earth».
За словами їхнього менеджера Скутера Брауна, пісня є першою з багатьох благодійних релізів 2020 року. Пісня очолила чарт у Новій Зеландії та потрапила в першу десятку чартів Австралії, Ірландії, Литви, Нідерландів, Норвегії, Шотландії, Швеції, Швейцарії та Великої Британії.

## Передумови та причини
30 квітня 2020 року Бібер написав твіт «Спеціальний анонс завтра о 10 годині ранку …». Пізніше Ґранде написала у Твіттері, сказавши «побачимось, там усі 🖤», наступного дня артисти у своїх соціальних мережах повідомили про вихід спільної пісні 8 травня 2020 року. Уперше відбулася прем'єра о 21:00 за PST 7 травня 2020 року. Пісня була опублікована на YouTube-каналі Аріани Ґранде. Увесь чистий прибуток від пісні буде переданий Дитячому фонду «Перші відповіді». Ці гроші будуть спрямовані на стипендії для дітей працівників, які постраждали від пандемії COVID-19.

## Композиція
У музичному розумінні «Stuck with U» — це ретро-поп-балада з помітним впливом музики 50-х років, яка містить елементи R&B і ду-вопа. Лірично, це - «романтична» пісня про проведення часу вдвох із коханою людиною. З точки зору музичної нотації, «Stuck with U» написана у тактовому розмірі 6/8 у тональності ля-бемоль мажор, із темпом у 60 ударів на хвилину. Вокальний діапазон Гранде охоплює дві октави від низької ноти E♭3 до високої ноти E♭5.

## Реакції критиків
Анна Гака з Pitchfork заявила, що «Stuck with U» є «просто справною поппіснею», та «велика зміна у порівнянні з тим культурним продуктом, який роблять багато замкнених людей: знаменитості співають „Imagine“. Замість того, щоб погано приміряти на себе живучу класику, Ґранде та Бібер пропонують нову пісню з приємним ретро ду-воп настроєм. Замість оптимізму Поліанни, вони звучать нотою покірності».

## Музичне відео
Музичне відео на пісню було випущене 8 травня 2020 року, разом з офіційним випуском пісні. Він складається з кліпів, надісланих молодими фанатами, які мали б відвідати випускний вечір у 2020 році, але не в змозі цього зробити через пандемію COVID-19, а також людей, які застрягли в проведенні часу з коханими. У відео також є кадри зі знаменитостями, зокрема, Кендалл і Кайлі Дженнер, Демі Ловато, 2 Chainz, Стефеном і Аєшою Каррі, Гвінет Пелтроу, Chance the Rapper, Lil Dicky, Майклом Бубле, Джейденом Смітом, Ештоном Кутчером, Леброном Джеймсом і Мілою Куніс, а також Бібера з його дружиною Гейлі Болдвін. Ґранде використала відео, щоб повідомити про свої нові стосунки. Наприкінці відео вона обіймає чоловіка, в якому впізнали Далтона Гомеса, агента з нерухомості.
Бібер також опублікував ліричне відео з анімацією будинку, який намальований на обкладинці. Відео створила Катя Темкін, а художником будинку на обкладинці стала Ліана Фінк.

## Автори
Інформацію про авторів отримало з Tidal.
- Аріана Ґранде — вокал, автор пісні, вокальне продюсування, звукорежисер
- Джастін Бібер — вокал, автор пісні
- Гіан Стоун — продюсер, автор пісні, звукорежисер, гітара, клавішні, перкусія, програмування
- Фредді Векслер[en] — додаткове продюсування, звукорежисер, перкусія, програмування
- Вітні Філіпс — автор пісні
- Скайлер Стоунстріт[en] — автор пісні
- Скутер Браун[en] — автор пісні
- Елайджа Марретт-Гітч — асистент зведення
- Б'янка Аттерберрі — беквокал
- Біллі Гікі — звукорежисер
- Девін Накао — звукорежисер
- Джейсон Евіган[en] — звукорежисер
- Джош Гудвін — зведення, звукорежисер, вокальне продюсування
- Ліонель Креста — звукорежисер
- Рафаель Фадул — звукорежисер
- Ренді Мерріл — мастеринг
- Курт Тум — орган

## Чарти
| Чарт (2020)                               | Найвища позиція |
| ----------------------------------------- | --------------- |
| Австралія (ARIA)                          | 3               |
| Бельгія (Ultratop Flanders)               | 21              |
| Бельгія (Ultratip Wallonia)               | 20              |
| Чехія (Singles Digitál Top 100)           | 6               |
| Фінляндія (Suomen virallinen lista)       | 12              |
| Франція (SNEP)                            | 29              |
| Німеччина (Official German Charts)        | 19              |
| Греція (IFPI)                             | 12              |
| Ірландія (IRMA)                           | 2               |
| Італія (FIMI)                             | 23              |
| Японія (Japan Hot 100) (Billboard)        | 83              |
| Литва (AGATA)                             | 5               |
| Нідерланди (Dutch Top 40)                 | 15              |
| Нідерланди (Mega Single Top 100)          | 3               |
| Нова Зеландія (RMNZ)                      | 1               |
| Норвегія (VG-lista)                       | 4               |
| Шотландія (Official Charts Company)       | 2               |
| Швеція (Sverigetopplistan)                | 8               |
| Швейцарія (Media Control AG)              | 7               |
| Велика Британія (Official Charts Company) | 4               |
| США Adult Top 40 (Billboard)              | 25              |
| США Mainstream Top 40 (Billboard)         | 28              |

## Історія випуску
| Регіон          | Дата           | Формат                                    | Лейбл                                            | Прим.  |
| --------------- | -------------- | ----------------------------------------- | ------------------------------------------------ | ------ |
| Різні           | 8 травня 2020  | Цифрове завантаження потокове відтворення | Def Jam Recordings Republic Records RBMG Records | [ 1 ]  |
| Австралія       | 8 травня 2020  | Contemporary hit radio                    | Universal                                        | [ 35 ] |
| Велика Британія | 8 травня 2020  | Contemporary hit radio                    | Universal                                        | [ 36 ] |
| США             | 11 травня 2020 | Adult contemporary music                  | Def Jam Republic                                 | [ 37 ] |
| Різні           | 12 травня 2020 | 7-дюймова платівка CD касета [en]         | Def Jam Republic RBMG                            | [ 38 ] |
| США             | 12 травня 2020 | Contemporary hit radio                    | Def Jam Republic                                 | [ 39 ] |
| США             | 12 травня 2020 | Rhythmic contemporary                     | Def Jam Republic                                 | [ 40 ] |
| Італія          | 15 травня 2020 | Contemporary hit radio                    | Universal                                        | [ 41 ] |
| Велика Британія | 16 травня 2020 | Adult contemporary                        | Universal                                        | [ 42 ] |